# 18. Infanterie-Regiment (Reichswehr)
Das 18. Infanterie-Regiment war ein Regiment der Reichswehr mit Regimentsstab in Paderborn.

## Geschichte
Das Regiment wurde am 1. Januar 1921 aus den Reichswehr-Infanterie-Regimentern 13 und 14 sowie den Reichswehr-Jäger-Regimentern 31 und 32 des Übergangsheeres gebildet. Da es sich um einen landsmannschaftlich gemischten Verband handelte, erhielten lediglich die jeweiligen Bataillone am 29. Mai 1922 zusätzlich zu ihrem Namen die landsmannschaftliche Bezeichnung „Preußisches“ bzw. „Lippisches“.
Im Zuge der Vergrößerung der Reichswehr wurde das Regiment 1934 in der ersten Aufstellungswelle geteilt und daraus das Infanterie-Regiment Paderborn (IR 18) und das Infanterie-Regiment Münster (IR 39) gebildet.

### Garnisonen
- Paderborn: Regimentsstab, I. (Preußisches) Bataillon mit Stab und 13. (MW)-Kompanie
- Münster: II. (Preußisches) Bataillon mit Stab
- Bückeburg: Stab des III. Bataillon, 11. (schaumburg-lippische) und 12. (preußische) Kompanie
- Hameln: 9. (preußische) und 10. (preußische) Kompanie
- Detmold: (Lippisches) Ausbildungs-Bataillon

### Kommandeure
| Nr. | Name                                               | Beginn der Berufung | Ende der Berufung  |
| --- | -------------------------------------------------- | ------------------- | ------------------ |
| 1.  | Oberst Karl Felsch                                 | 01. Januar 1921     | 15. Juni 1921      |
| 2.  | Oberst/Generalmajor Georg von Stillfried-Rattonitz | 16. Juni 1921       | 31. Januar 1923    |
| 3.  | Oberst Hans Kloebe                                 | 01. Februar 1923    | 31. März 1925      |
| 4.  | Oberst Gerd von Rundstedt                          | 01. April 1925      | 30. September 1926 |
| 5.  | Oberst Walter von Schleinitz                       | 01. November 1926   | 28. Februar 1928   |
| 6.  | Oberst Hugo Zeitz                                  | 01. März 1928       | 30. April 1931     |
| 7.  | Oberst Hubert Schaller-Kallide                     | 01. Mai 1931        | 30. September 1933 |
| 8.  | Oberst Emil Reischle                               | 01. Oktober 1933    | 30. November 1935  |
| 9.  | Oberst Eccard von Gablenz                          | 01. Dezember 1935   | 23. November 1938  |
| 10. | Oberst Alexander Edler von Daniels                 | 24. November 1938   | 10. Dezember 1940  |

## Organisation

### Verbandszugehörigkeit
Das Regiment unterstand dem Infanterieführer VI der 6. Division in Hannover, in der Wehrmacht der 6. Infanterie-Division in Bielefeld.

### Gliederung
Das Regiment bestand neben dem Regimentsstab mit Nachrichtenstaffel aus
I. Bataillon mit Stab und Nachrichtenstaffel, hervorgegangen aus den Reichswehr-Jäger-Regimentern 31 und 32,
II. Bataillon mit Stab und Nachrichtenstaffel, hervorgegangen aus dem Reichswehr-Infanterie-Regiment 13,
III. Bataillon mit Stab und Nachrichtenstaffel, hervorgegangen aus dem Reichswehr-Infanterie-Regiment 14,
Ergänzungs-Bataillon, ab 23. März 1921 Ausbildungs-Bataillon, hervorgegangen aus dem Reichswehr-Infanterie-Regiment 14.
Jedes Feld-Bataillon gliederte sich zu drei Kompanien zu je drei Offizieren und 161 Unteroffizieren und Mannschaften (3/161) sowie einer MG-Kompanie (4/126). Insgesamt bestand ein Bataillon aus 18 Offizieren und Beamten (einschließlich Sanitätsoffizieren) und 658 Mann.

## Bewaffnung und Ausrüstung

### Hauptbewaffnung
Die Schützen waren mit dem Karabiner K98a ausgerüstet. Jeder Zug besaß ein leichtes Maschinengewehr MG 08/15.
In den MG-Kompanien bestanden jeweils der 1. Zug aus drei Gruppen mit drei schweren Maschinengewehren MG 08 auf Lafette, vierspännig gezogen, der 2. bis 4. Zug aus drei Gruppen mit drei schweren Maschinengewehren MG 08 auf Lafette, zweispännig gezogen.
Die schwersten Waffen des Regiments waren die Minenwerfer in der 13. Kompanie. Der 1. Zug war mit zwei mittleren Werfern 17 cm, vierspännig gezogen, ausgerüstet, der 2. und 3. Zug mit drei leichten Werfern 7,6 cm, zweispännig gefahren.

## Sonstiges

### Traditionsübernahme
Das Regiment übernahm 1921 die Tradition der alten Regimenter.
- 1. Kompanie: Infanterie-Regiment „Graf Barfuß“ (4. Westfälisches) Nr. 17
- 2. Kompanie: 2. Lothringisches Infanterie-Regiment Nr. 131
- 3. Kompanie: 1. Oberrheinisches Infanterie-Regiment Nr. 97
- 4. Kompanie: 7. Lothringisches Infanterie-Regiment Nr. 158
- 5. Kompanie: Infanterie-Regiment „Herwarth von Bittenfeld“ (1. Westfälisches) Nr. 13
- 6. Kompanie: Niederrheinisches Füsilier-Regiment Nr. 39
- 7. Kompanie: Infanterie-Regiment „Freiherr von Sparr“ (3. Westfälisches) Nr. 16
- 8. Kompanie: 5. Lothringisches Infanterie-Regiment Nr. 144
- 9. Kompanie: 7. Rheinisches Infanterie-Regiment Nr. 69
- 10. Kompanie: 4. Hannoversches Infanterie-Regiment Nr. 164
- 11. Kompanie: Westfälisches Jäger-Bataillon Nr. 7
- 12. Kompanie: Westfälisches Jäger-Bataillon Nr. 7
- 13. Kompanie: 9. Lothringisches Infanterie-Regiment Nr. 173
- 14. Kompanie: Infanterie-Regiment „Graf Bülow von Dennewitz“ (6. Westfälisches) Nr. 55
- 15. Kompanie: 5. Westfälisches Infanterie-Regiment Nr. 53
- 16. Kompanie: Infanterie-Regiment „Prinz Friedrich der Niederlande“ (2. Westfälisches) Nr. 15